# Ren'Py
Ren'Py (від ren і Python) — безплатний, вільний і відкритий ігровий рушій для створення як некомерційних, так і комерційних візуальних новел (графічних квестів з діалоговою системою) у двовимірній графіці. Підтримує платформи Windows, Linux і Mac OS X, а також підтримується запуск ігор на Android та iOS. Автором рушія є Том «PyTom» Ротамел (англ. Tom Rothamel).
Понад 4000 ігор використовують рушій Ren'Py, переважна більшість з яких англійською мовою.

Документація рушія доступна англійською, японською та китайською мовами.

## Огляд

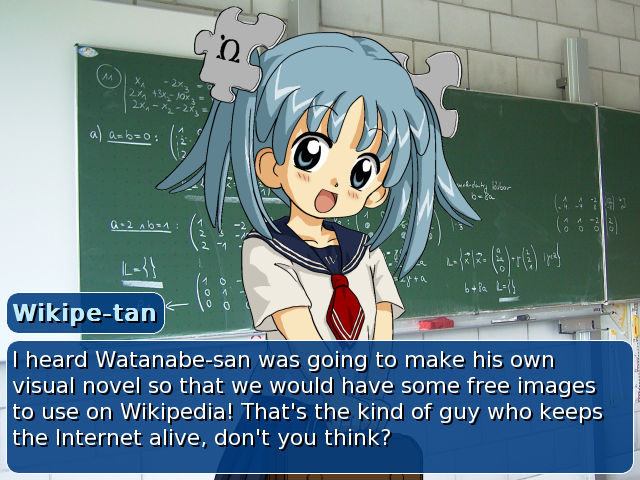
Приклад сцени, зробленої на Ren'Py

У можливості рушія входить створення розгалужених діалогових потоків, збереження та відкати до потрібних точок сценарію, різні варіації переходів між сценами, створення різноманітних меню вибору, DLC та інше.
Є можливість відігравати відео як в повноекранному режимі, так і в формі анімованих спрайтів.
Для опису потрібних анімацій використовується описова мова ATL (Animation and Translation Language).
Також є можливість анімувати керівні елементи графічного інтерфейсу.
Скриптова система в Ren'Py максимально спрощена, та використовується як послідовний опис подій у грі.
Є можливість вставляти блоки коду Python в сценарний потік, що значно збільшує потенційні можливості в ігровій сцені.
Додаткові інструменти можуть допомогти запакувати всі ігрові ресурси в архів, а також провести скрипти через обфускацію (заплутування джерельних кодів з метою захистити авторську логіку). 
Проте ці заходи не дуже надійні для захисту авторського вмісту та можна оминути спеціалізованими інструментами (напр. unrpa).
Ren'Py побудований на pygame, який своєю чергою використовує бібліотеку SDL для роботи з графікою.
Типово рушій підтримує Windows, останні версії Mac OS X та Linux, а також може бути запущений на Android та iOS 7.
Але через свою відкритість та мінімальне використання сторонніх бібліотек може бути портований практично на будь-яку платформу, яка підтримує Python та SDL.

## Опис
Ren'Py поширюється безплатно. Автори рушія просять творців ігор внести гру в загальний каталог на вебсайті розробника. Ren'Py є програмою з відкритим вихідним кодом і може бути вільно модифікованою і використаною як для некомерційних, так і комерційних цілей. Створені на неї ігри будуть з відкритими вихідними кодами або не обов’язково з відкритим.
Створення простих ігор у цьому конструкторі за складністю передбачена для будь-кого (тобто не обов’язково знати мову програмування), але для більш-менш складніших ігор потрібно вивчити та застосовувати скриптову мову Python: є можливості для створення оригінальної манги, в тому числі вставляти відео і використовувати різні спецефекти на рушії, також є можливість робити міні ігри, системи підрахунку параметрів для ускладнення ігрового процесу. Є можливість редагувати не текстовий скрипт проєкту прямо з гри через внутрішній ігровий інструмент «Інтерактивний режисер».
За стандартом Ren'Py вже налаштовано на створення типової гри жанру візуальних новел та містить:
- Головне меню з меню налаштувань, збереження і завантаження гри
- Автоматичне збереження гри
- Відкат для повернення раніше показаного екрану
- Інтелектуальне завантаження зображень, яке завантажує зображення у фоновому режимі, що запобігає затримкам під час гри
- Підтримку керування грою за допомогою миші, клавіатури або контролера
- Режим показу на весь екран та у вікні
- Можливість пропускати текст при відтворенні, в тому числі можливість показувати лише текст, який не був показаний раніше
- Автоматичну прокрутку тексту без використання клавіатури, що може бути зручно при великих обсягах тексту
- Можливість приховувати текст так, щоб користувач міг бачити зображення поза ним
- Здатність самостійно змінити гучність музики, звукових ефектів та озвучення.

Також при використанні нової версії GUI 7 є безліч нововведень:
- Історія, яка дає змогу відтворювати вже прочитані діалоги
- Екран «Довідка», який показує при виклику основні клавіші керування на клавіатурі, миші та контролері;
- Екран «Про гру», який містить назву і версію гри, версію Ren'Py і ліцензію
- Оптимізація під мобільні пристрої за стандартом.

Графіка і якість гри, створеної в даному конструкторі, залежить більшою мірою від авторських умінь малювання.
Також рушій дає можливість:
- Представляти текст як в ADV, так і у NVL-стилі;
- Налаштувати практично будь-який елемент інтерфейсу.

## Використання в іграх
Деякі з ігор, створених на Ren'Py
- Katawa Shoujo
- Нескінченне літо